# Giulio Cabianca
Giulio Cabianca, italijanski dirkač Formule 1, * 19. februar 1923, Verona, Italija, † 15. junij 1961, Modena, Italija.

## Življenjepis
V Formuli 1 je debitiral v sezoni 1958, ko je nastopil na dveh dirkah, Veliki nagradi Monaka, kjer se mu z dirkalnikom Formule 2 O.S.C.A. moštva O.S.C.A. Automobil ni uspelo kvalificirati na dirko, in Veliki nagradi Italije, kjer je z dirkalnikom Maserati 250F privatnega moštva odstopil v enainpetdesetem krogu zaradi okvare motorja. V naslednji sezoni 1959 je nastopil le na domači dirki za Veliko nagrado Italije in z enakim dirkalnikom kot leto prej je zasedel petnajsto mesto z več kot osmimi krogi zaostanka za zmagovalcem. Zadnjič je v Formuli 1 nastopil na domači dirki za Veliko nagrado Italije v sezoni 1960, kjer je z dirkalnikom Cooper T51 dosegel četrto mesto, ker je njegova edina uvrstitev med dobitnike točk v karieri. Leta 1961 se je smrtno ponesrečil na testiranjih v Modeni, ko se mu je pedal za plin zataknil in Giulio Cabianca je zletel z dirkališča na bližnjo cesto ter trčil v taksi, ki se je ravno takrat peljal mimo. Poleg Cabianca so umrli tudi vsi trije potniki v taksiju.

## Popolni rezultati Formule 1
(legenda) (odebeljene dirke pomenijo najboljši štartni položaj, poševne pa najhitrejši krog, †-uvrščen kljub odstopu)
| Leto | Moštvo               | Šasija        | Motor               | 1   | 2       | 3   | 4   | 5   | 6   | 7   | 8      | 9     | 10      | 11  | Prv | Toč |
| ---- | -------------------- | ------------- | ------------------- | --- | ------- | --- | --- | --- | --- | --- | ------ | ----- | ------- | --- | --- | --- |
| 1958 | O.S.C.A. Automobil   | O.S.C.A. (F2) | O.S.C.A. Straight-4 | ARG | MON DNQ | NIZ | 500 | BEL | FRA | VB  | NEM    | POR   |         |     | -   | 0   |
| 1958 | Jo Bonnier           | Maserati 250F | Maserati Straight-6 |     |         |     |     |     |     |     |        |       | ITA Ret | MAR | -   | 0   |
| 1959 | Ottorino Volonterio  | Maserati 250F | Maserati Straight-6 | MON | 500     | NIZ | FRA | VB  | NEM | POR | ITA 15 | ZDA   |         |     | -   | 0   |
| 1960 | Scuderia Castellotti | Cooper T51    | Ferrari Straight-4  | ARG | MON     | 500 | NIZ | BEL | FRA | VB  | POR    | ITA 4 | ZDA     |     | 19. | 3   |